# Primo ministro della Repubblica Democratica Araba dei Sahrawi
Il Primo ministro della Repubblica Democratica Araba dei Sahrawi è il capo del governo della Repubblica Democratica Araba dei Sahrawi (RASD), governo in esilio con sede nei campi profughi sahrawi di Tindouf, Algeria.

## Elenco dei primi ministri
| Immagine | Nominativo                | Durata del mandato                   |
| -------- | ------------------------- | ------------------------------------ |
|          | Mohamed Lamine Ould Ahmed | 5 marzo 1976 - 4 novembre 1982       |
|          | Mahfud Ali Beiba          | 4 novembre 1982 - 18 dicembre 1985   |
|          | Mohamed Lamine Ould Ahmed | 18 dicembre 1985 - 16 agosto 1988    |
|          | Mahfud Ali Beiba          | 16 agosto 1988 – 18 settembre 1993   |
|          | Buchraya Hamudi Beyun     | 18 settembre 1993 - 8 settembre 1995 |
|          | Mahfud Ali Beiba          | 8 settembre 1995 - 10 febbraio 1999  |
|          | Buchraya Hamudi Beyun     | 10 febbraio 1999 - 29 ottobre 2003   |
|          | Abdelkader Taleb Omar     | 29 ottobre 2003 - 4 febbraio 2018    |
|          | Mohamed Wali Akeik        | 4 febbraio 2018 - 13 gennaio 2020    |
|          | Buchraya Hamudi Beyun     | 13 gennaio 2020 - in carica          |